# Smittina volcanica
Smittina volcanica är en mossdjursart som beskrevs av Moyano 1983. Smittina volcanica ingår i släktet Smittina och familjen Smittinidae. Inga underarter finns listade i Catalogue of Life.